# Глухів
Глу́хів (МФА: [ˈɦluxiu̯] ( прослухати)) — місто в Україні, на Сіверщині, центр Глухівської міської громади Шосткинського району Сумської області. Розташований на річці Есмань. Площа міста — 83.74 км², населення — 32 051 особа (станом на 2022). Столиця Лівобережної Гетьманщини впродовж 1708–1764 років (резиденція Івана Скоропадського, Павла Полуботка, Данила Апостола й Кирила Розумовського), адміністративний центр Малоросійської губернії з 1765 по 1773 роки. Значний історичний осередок східного Полісся та театральний осередок України. Університетське місто та центр коноплярства в Україні.
На початку третього тисячоліття пам'ятки стародавнього Глухова були повністю реставровані, що змінило його сучасний вигляд. У вересні 2006 року за підсумками всеукраїнського конкурсу серед населених пунктів України за найкращий благоустрій і підтримання громадського порядку місто було ушановане нагородою «Золотий Фенікс».

## Назва
За однією з версій про назву «Глухів» є походження її від слів «глухий, глушина», тобто поселення в глухих, малонаселених місцях, непрохідних лісах і болотах. Однак, цей факт не підтверджений та легко спростовується так, як місцевість в околицях нинішнього Глухова була щільно заселена ще за часів епохи неоліту — бронзи (6000—2600 роки до н. е.). Пізніше сюди прийшли скіфи. До нашого часу збереглися залишки їх укріплених городищ, які розташовані неподалік від міста. Відштовхуючись від даних отриманих шляхом археологічних розкопок, вважається, що періодом становлення і розквіту скіфських городищ (мова йде про довготривалі поселення), був час переселення скіфів з Передкавказзя в Нижнє Придніпров'я, а потім і на північ — приблизно в VI ст. до н. е. І тоді скіфські племена, просунувшись до кордонів «Дикого Степу», дійшли до території нинішньої Сумщини.
В епоху Київської Русі та наступні століття Глухів був значним удільним містом Чернігівського князівства. Місто розташовувалося на стародавньому торговому та військовому шляху і знаходилось у сфері інтересів київських і чернігівських князів, які часто суперничали і ворогували між собою, і тому Глухів був ретельно укріплений. Тоді початкова назва «Глухів» отримала нове значення — «міцний, неприступний в обороні». Таким місто не раз поставало перед загарбниками протягом своєї багатовікової історії.

## Географія

### Розташування
Місто розташоване у північно-східній частині України, у межах найбільш низинної частини Українського Полісся, образ якого довершує річка Есмань на берегах якої розкинувся Глухів. На річці є кілька великих загат. Територія міста знаходиться в межах Воронезького кристалічного масиву, а саме на його південно-західному схилі. Тому тут присутні хвилясто-горбисті форми поверхні, складені переважно піщаними і супіщаними льодовиковими відкладами. Центр міста — це високий пагорб з крутими схилами.
Відстань до обласного центру (місто Суми) фізична 105 км, автошляхами 143 км.
Координати міста: 51°40′48″ пн. ш. 33°53′59″ сх. д. Висота над рівнем моря: 156 м.
Площа міста 2495,1476 тис. км², з них понад 20 км² — це площа забудованих земель. Площа міської громади — 5149,4576 тис. км².
Через північно-західну частину міста протікає річка Чернеча, яка впадає у річку Есмань.

### Клімат

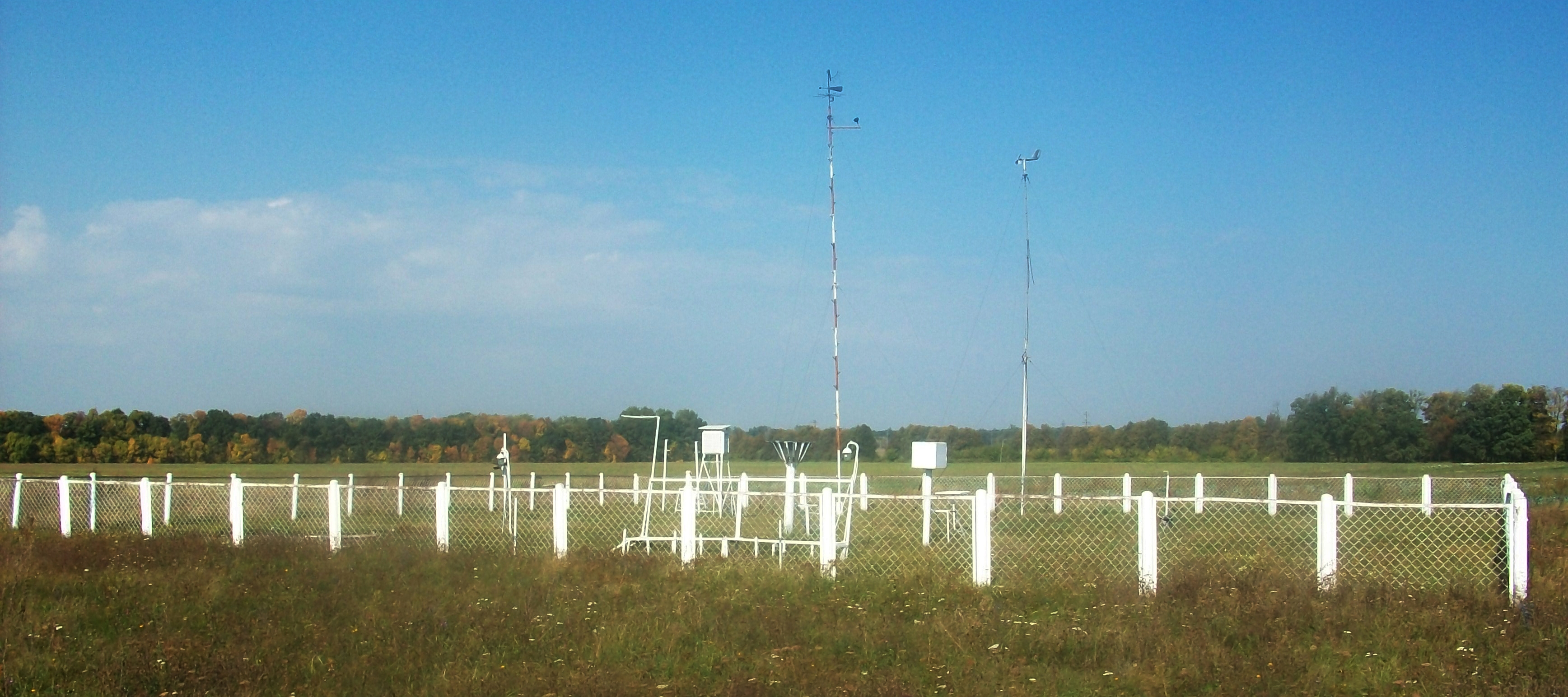
Метеостанція Глухів (23 вересня 2011)

На околиці міста розташована метеорологічна станція держкомгідромету України «Глухів» створена у 1999 році. На станції ведуться спостереження та реєстрація кліматичних умов.
Клімат Глухова помірно континентальний, зими помірно холодні.
Середньодобова температура найхолоднішого місяця (січня) — 6,7 С°. Середньодобова температура найтеплішого місяця (липня) + 19,6 С°.
Середньорічна кількість опадів у місті склала 646,8 мм.
Найбільша швидкість вітру — взимку, найменша — у липні-серпні. У січні вона в середньому становить 4,4 м/с, у липні — 3,1 м/с.
Відносна вологість повітря в середньому за рік становить 78 %, мінімальна вона у червні (64 %), максимальна ж — у грудні (89 %).
| Клімат Глухова                                              | Клімат Глухова | Клімат Глухова | Клімат Глухова | Клімат Глухова | Клімат Глухова | Клімат Глухова | Клімат Глухова | Клімат Глухова | Клімат Глухова | Клімат Глухова | Клімат Глухова | Клімат Глухова | Клімат Глухова |
| Показник                                                    | Січ.           | Лют.           | Бер.           | Квіт.          | Трав.          | Черв.          | Лип.           | Серп.          | Вер.           | Жовт.          | Лист.          | Груд.          | Рік            |
| Середній максимум, °C                                       | −2             | −1             | 5              | 13             | 19             | 22             | 23             | 22             | 17             | 10             | 2              | −1             | 10             |
| Середня температура, °C                                     | −7,7           | −6,4           | −1,1           | 7,9            | 14,9           | 18,0           | 19,2           | 18,2           | 13,0           | 6,6            | 0,6            | −4,1           | 6,6            |
| Середній мінімум, °C                                        | −10            | −9             | −3             | 3              | 9              | 13             | 14             | 13             | 8              | 3              | −1             | −6             | 3              |
| Норма опадів, мм                                            | 43             | 33             | 38             | 39             | 55             | 68             | 77             | 62             | 45             | 38             | 52             | 53             | 603            |
| ----------------------------------------------------------- | -------------- | -------------- | -------------- | -------------- | -------------- | -------------- | -------------- | -------------- | -------------- | -------------- | -------------- | -------------- | -------------- |
| Джерело: Кліматичні дані Глухова на сайті«www.meteoprog.ua» |                |                |                |                |                |                |                |                |                |                |                |                |                |

### Ґрунти, рослинний і тваринний світ
Глухів перебуває у південних межах зони мішаних лісів у східній частині Українського Полісся. Ґрунти зони дерново-підзолисті і болотні. Природну рослинність складають лісові, галявинні і болотні види. Серед лісів переважають соснові (бори), дубово-соснові (субори) і дубово-грабові (діброви). На початку XXI століття лісистість становить близько 30 %.
Для прилеглих до Глухова угідь, як і для всього Полісся, характерні типово лісові види тварин: сарна європейська, кабан дикий, вовк, лисиця звичайна, рись євразійська, куниця лісова, заєць сірий, вивірка звичайна, з птахів — тетерук, глушець, орябок. Водяться коловодні ссавці бобер та видра.

### Екологічний стан
Ліси, лісові насадження, парки та сади займають значну частину території міста. На одного мешканця припадало набагато більше площ зелених насаджень, ніж передбачено міжнародними нормами (за якими цей показник має бути не меншим за 20 м²). Місто розташоване посеред зони хвойно-широколистяних лісів.
Станом на 2005 рік забруднення атмосферного повітря шкідливими речовинами від транспортних засобів у місті становило 1,9 тони, що становить 3,8 % від загального показника області.
За підсумками 2009 року Глухів визнаний містом з найчистішим повітрям в Україні.
Стан водних ресурсів міста характеризується як стабільний. У наш час стікання шкідливих речовин до озер практично нівельоване. В річці та озерах водиться різноманітна риба: карась сріблястий (малоцінний інвазійний вид, потребує винищення), карась золотий (занесений до Червоної книги, значно кращий на смак від карася сріблястого), короп, лин, окунь та багато інших; також є раки, змії, жаби та інше.

## Історія

### Середньовіччя
Глухів — одне з найдавніших міст України. Перша згадка про нього як про місто Чернігівського князівства є в Іпатіївському літописі за 1152 рік. Непрямі історичні джерела (церковна література) згадують місто 992 роком, коли було створено Чернігівську єпархію й Глухів ввійшов до її складу. Першими поселенцями тут були сіверяни, які в цих лісових та болотистих місцях залишили після себе Глухівське городище — VI-VIII ст.
Першим відомим нам глухівським князем у 1247 році був Сімеон Михайлович, син чернігівського князя Михайла Всеволодовича. Глухівським князям належали розлогі землі між Глуховом і Новосілем, а також землі на північ від Новосіля верхоріччям Оки з містами Мценськ, Бєлєв, Воротинськ, Одоєв (тепер Росія).
У середині XIII ст. Глухів захопили татаро-монголи.
У першій половині XIV ст. Литва приєднала Чернігівсько-Сіверську землю, куди входив і Глухів (існує припущення, що це могло статися 1320 року одночасно з підкоренням Великим литовським князем Гедиміном Києва та лівого берега Дніпра).
В 1352 році містом і краєм прокотилася смертоносна хвиля чуми. Мор на довгі роки перекреслив перспективи міста, перетворивши його в одне з багатьох поселень, які переходили від однієї держави до іншої.
1503 року місто увійшло до Московської держави.
За умовами Деулінського перемир'я 1618 року, Глухів відійшов до Речі Посполитої. Опісля Поляновського миру, завдяки переселенцям з Поділля, значно відновлений магнатом Олександром Пісочинським. 1644 року одержав Маґдебурзьке право.

### Новий час
Внаслідок національно-визвольної війни 1648–1654 років Глухів одержав статус сотенного міста Ніжинського полку. У 1663–1665 рр. існував Глухівський полк на чолі з полковниками Кирилом Гуляницьким та Василем Черкащеницею.
У січні 1664 року польсько-татарська армія короля Яна II Казимира зазнала тяжкої поразки від російсько-козацького гарнізона Глухова.
8 лютого 1668 року московський воєвода Кологривов сповіщав із Глухова Шереметьєву, що з приходом до міста 1500 кінних і піших запорожців глухівці відразу ж почали радитися, як вигнати царських ратників. «Літопис Самовидця» про той 1668 рік засвідчує: «также и в Прилуці, Миргороді, Батурині воєвод побрали, а людей при них будучих погубили, а сосницкого и новгородского и стародубовского подостававши в замках приступами, запорозскіе козаки з мещан усіх побили».
У 1670 році в м. Глухів за універсалом гетьмана Дем'яна Многогрішного було засновано Глухівський Успенський монастир, що проіснував до 1930‑го року.
У XVIII ст. Глухів опинився в центрі найважливіших історичних і політичних подій, пов'язаних із Північною війною (1700–1721). А політичний відхід гетьмана Івана Мазепи від російського царя Петра І спонукав останнього на перенесення столиці з Батурина до Глухова, що був на межі з кордонами тогочасної Росії. Під тиском царя Петра новим гетьманом обрали Івана Скоропадського.

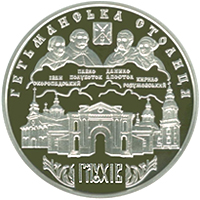
Пам'ятна монета НБУ — «Глухів», з серії «Гетьманські столиці»

### Глухівський період в історії Гетьманщини
У період з 1708 по 1764 рік, опісля знищення Батурина, місто було столицею Гетьманщини й стало резиденцією українських гетьманів. Це так званий Глухівський період в історії Гетьманщини. Початково, через недовіру до козаків, гарнізон складався з російських військ.
У Глухові протягом 15 років правники працювали над проєктом зводу законів Гетьманщини «Права, за якими судиться малоросійський народ». Його представлення відбулось 8 (19) липня 1743 р. в м. Глухові. Члени кодифікаційної комісії на пленумі, скликаному Генеральною військовою канцелярією, підписали проєкт Кодексу під назвою «Права, за якими судиться малоросійський народ».
Дмитро Яворницький в одній із своїх праць наводить рядки із довідки, складеної як відгук на прохання запорожців 1746 року до імператриці Єлизавети Петрівни про пожалування їм артилерії: «лиття артилерії виробляють лише малоросійські козаки, у місті Глухові, під наглядом військової генеральної канцелярії на їхньому власному кошті» (рос. литье артилерии производят только малороссийские козаки, у городе Глухове, под смотрением войсковой генеральной канцелярии на их собственном коште).
У лютому 1750 року на старшинській раді у Глухові гетьманом Лівобережної України обрали Кирила Розумовського.
А наприкінці 1763 р. було ухвалено складену Кирилом Розумовським і старшиною записку «Про відновлення старовинних прав Малоросії». У відповідь Катерина II усунула К. Розумовського з посади гетьмана та передала управління Україною другій Малоросійській колегії, «щоб вік і ім'я гетьманів зникло, ні токмо б персона, котра була зведена в тоє достоїнство».
Після ліквідації гетьманської держави в 1764 році з частини Лівобережної України була створена 1765 року Малоросійська губернія з адміністративним центром у Глухові.
| Саме в цей час, влітку 1765 року, до України прийшла картопля, коли до Глухова з Петербурга надіслали інструкцію про вирощування земляних яблук, тобто картоплі, а восени — 12 пудів насіннєвої картоплі.[27] |

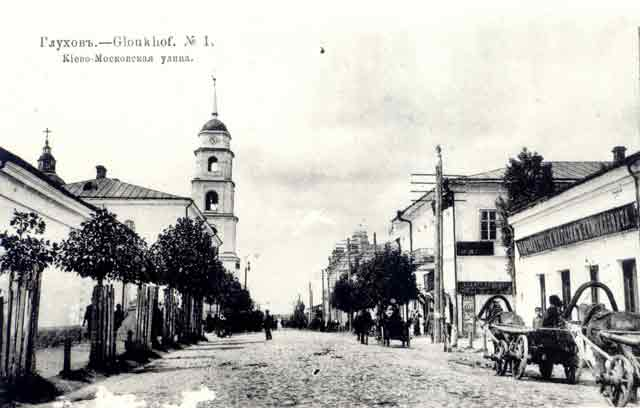
Глухів у 19 столітті. Вулиця Києво-Московська

Після скасування полкового й сотенного поділу (1782) Глухів став повітовим містом.
Замість козацьких військових сотень 1784 року сформували Глухівський карабінерський полк (з 1796 р. — кирасирський). Глухівські кирасири відзначились у французько-російській війні 1812 р., особливо в битві за Шевардинський редут під Бородіном.
1813 року полк нагороджено Георгіївськими штандартами з написом «За отличие при поражении и изгнании неприятеля из пределов России 1812 г.»
У 40-ві роки XIX ст. Глухів, завдяки розташуванню на головному шляху між Києвом і Москвою, зайняв ключові позиції в торговій справі. Місто стало центром хлібної торгівлі всієї Лівобережної України.
У другій половині XIX століття починається архітектурне й культурне відродження міста в основному коштом місцевих меценатів, перш за все відомого українського цукрозаводчика Миколи Артемовича Терещенка. Глухів стає найкращим повітовим містом Чернігівщини.
У 1895 році до міста була прокладена залізниця, що поліпшило економічне становище міста, його зв'язок з іншими районами України та Росії.
Глухів увійшов в історію не лише як столиця Гетьманщини, а й як визначний культурний центр. 1730 року з ініціативи гетьмана Данила Апостола в місті було створено Глухівську співочу школу, у якій навчалися Г. Сковорода, композитори М. Березовський та Д. Бортнянський, майбутній фаворит імператриці Єлизавети Петрівни О. Розумовський, старший брат гетьмана К. Розумовського. Навчання в Глухівській школі тривало 2 роки. Крім співу, учні опановували гру на музичних інструментах, зокрема на бандурі, скрипці, цимбалах. Вихованці школи потрапляли до кращих хорів та оркестрів імперії та придворних капел Петербурга. А композитори Бортнянський та Березовський працювали в Італії й зробили значний внесок до італійської музичної культури.

### Новітній період
З осені 1910 р. 175-й піхотний Батуринський полк прибув на квартирування до Глухова. Спочатку підрозділи розміщувались здебільше у найманих приміщеннях. Тим часом у південному передмісті Глухова, що мало назву «Солдатська Слобідка», для потреб полку розпочалось будівництво казарм. Ще у травні-серпні 1910 р. чернігівським губернським правлінням та міською владою були затверджені креслення та кошториси на побудову казарм. Всього було зведено три будівлі: дві з них — триповерхові, одна — одноповерхова.
25 грудня 1917 почалася Українсько-більшовицька війна. 30-тисячна російська армія під проводом В. Антонова-Овсієнка чотирма групами вирушила з Гомеля та Брянська в Україну в напрямах Чернігів-Бахмач, Глухів-Конотоп, Харків-Полтава-Лозова. 19 січня 1918 року Брянська група захопила Глухів.
З 1920-х років — місто стає окружним та районним центром Новгород-Сіверського округу.
Під час організованого радянською владою Голодомору 1932—1933 років померло щонайменше 768 жителів міста. Тоді, 1932 року, у місті було створено історичний архів, метою якого було впорядкування архівних матеріалів та поширення науково-дослідної роботи. А у грудні 1938 року відбулася передача архівів до НКВС..

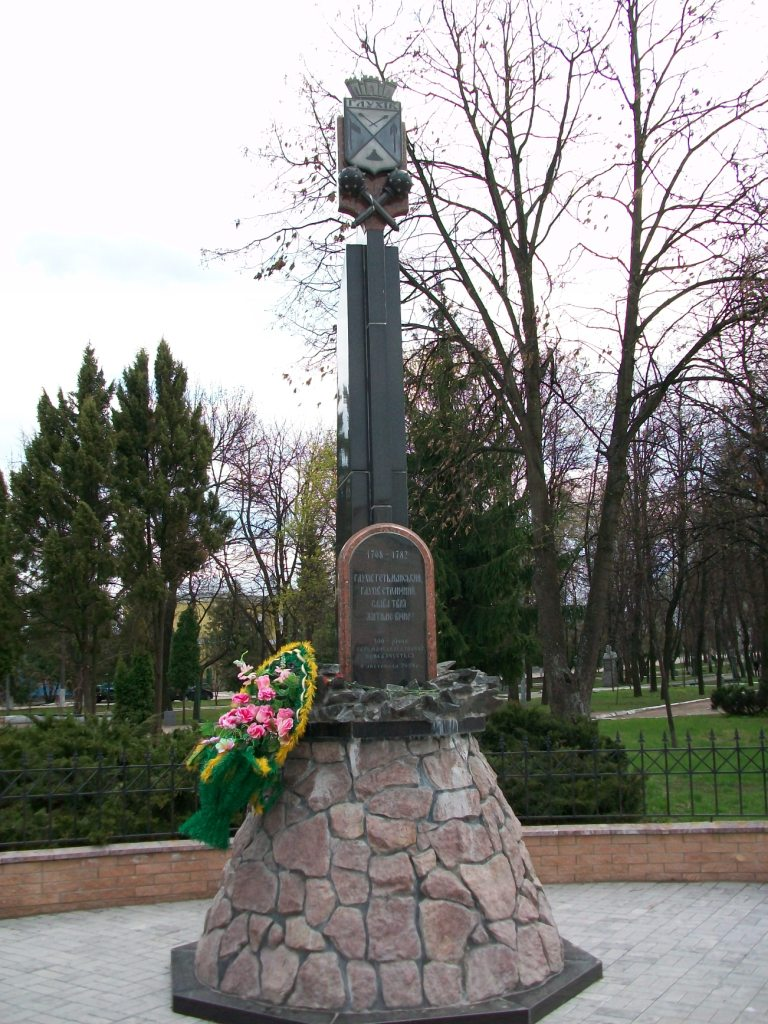
300 років Гетьманської столиці

У роки Другої світової війни, з 7 вересня 1941 по 30 серпня 1943 року, Глухів був окупований німецькими військами. Саме тут був створений партизанський загін, очолюваний П.Кульбакою, який входив до легендарного з'єднання під командуванням С. А. Ковпака. 30 серпня 1943 року в ході Чернігівсько-Прип'ятської операції радянські війська відвоювали місто. Найменування Глухівських отримали 70-та гвардійська стрілецька дивізія, 226-та стрілецька дивізія, 23-тя танкова бригада, 1-ша гвардійська артилерійська дивізія прориву. З цього приводу 1 вересня в Глухові святкується День міста.
Глухів був відбудований протягом 1943–1950 рр. У 1950-х рр. у місті розвинулася харчова, легка, переробна промисловість та нові галузі: електротехнічна, машинобудівна, електронна. В цей період населення Глухова стрімко зростає.
На початку 1960-х років заступив на бойове чергування 668 ракетний полк (в / ч 54294), позивний «Інтеграл», озброєний ракетним комплексом Р-14.
На початку 70-х років почалося активне будівництво нового мікрорайону на території колишнього садового господарства «Трофимів сад».
1992 року на державному рівні Глухів відзначив своє тисячоліття.
1994 року в місті створено Державний історико-культурний заповідник.
З приходом нового століття в Глухові починається капітальний ремонт комунального господарства та реставрація історико-культурних об'єктів.
6 листопада 2008 року місто відсвяткувало 300 років з дня проголошення його столицею Гетьманщини та Лівобережної України.
У жовтні 2016 року Глухів став місцем постійної дислокації 16-го батальйону 58-ї окремої мотопіхотної бригади сухопутних військ України.

### Російсько-українська війна

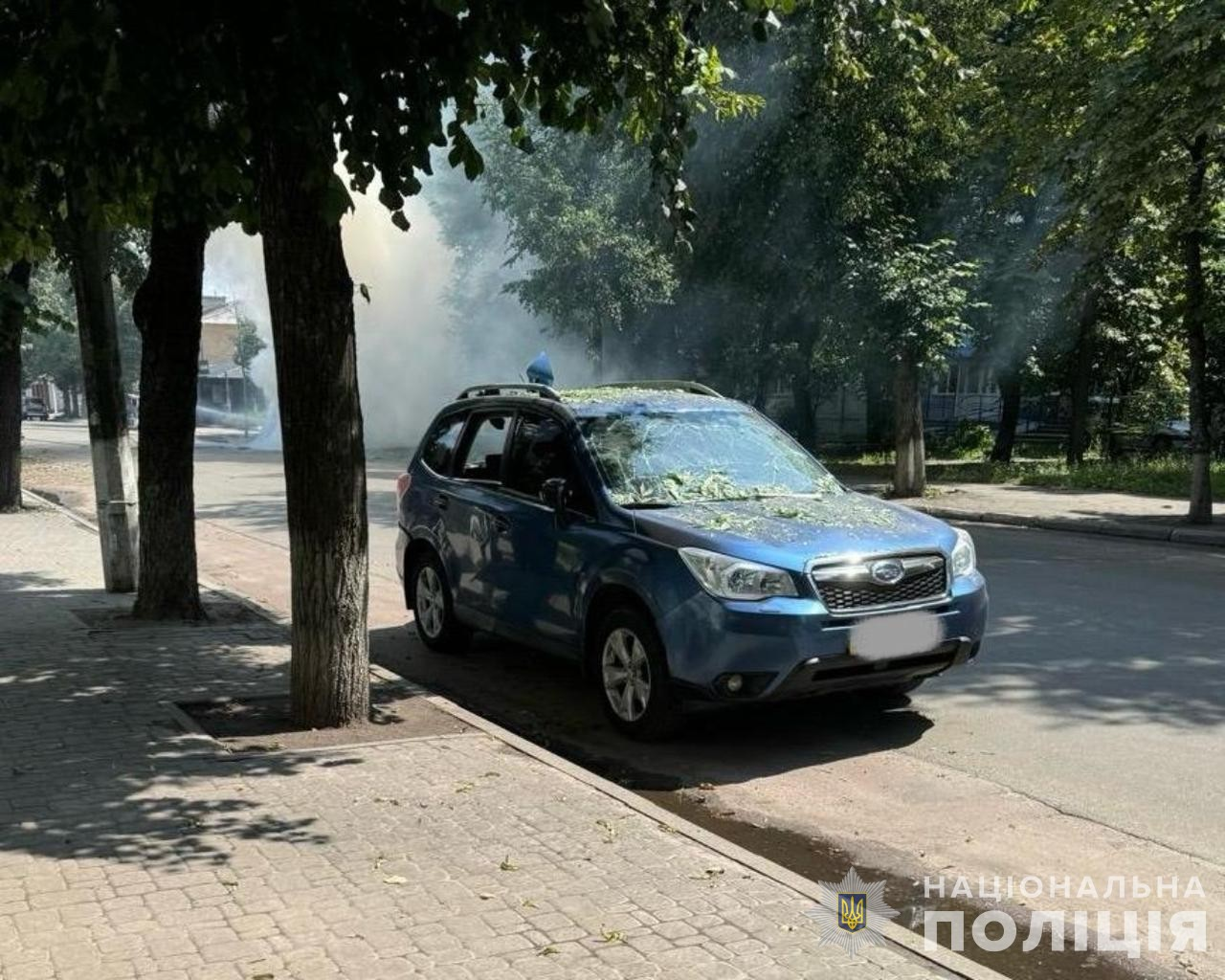
Один із пошкоджених унаслідок російського обстрілу на вулиці Київській автомобілів 27 липня 2024 року

В період з 24 лютого до кінця березня 2022 року місто та північ Сумщини перебували в оточенні російських військ, практично — в повній ізоляції. Через наявність
російських блокпостів до Глухова не можна було вільно проїхати ні із Сум, ні із Києва. Сам державний кордон був відкритим і звідти по трасі (Автошлях E101) рухалась ворожа техніка. Забезпечити населення продуктами та медикаментами практично будо не можливо. Також заправки, як і банкомати були порожні. Поставки були загрозою життя. Місцеві підприємці, ризикуючи життям, на власних «бусиках» їздили за продуктами до інших міст. Єдиним джерелом продукції був Глухівський хлібокомбінат. Крім того, хліб привозили із сусідньої Шостки. З місцевої великої ферми привозили молоко, яке спочатку роздавали безоплатно прямо у центрі міста, а потім продавали по 5 гривень за літр. Волонтери відкрили кілька дрібних осередків.
З визволенням Сумщини на початку квітня 2022 року ситуація поступово стабілізувалася, але збільшувалися обстріли Глухівської міської громади з РФ, особливо прикордонних сіл. У Глухові початком загострення ситуації став обстріл 27 липня 2024 року, коли постраждало 14 людей та 2 — загинуло. Зокрема, 18 листопада 2024 року внаслідок російської атаки дронами у гуртожиток в місті Глухів загинуло 12 людей.

## Населення
У 1897 році в місті проживало 14828 мешканців (7115 чоловіків, 7713 жінок), з них: 58,1 % українці, 25,9 % євреї, 15,0 % росіяни, 0,2 % поляки, 0,2 % німці, 0,2 % білоруси.
На початок XX століття (1904 рік) в Глухові євреї становили 33 відсотки.

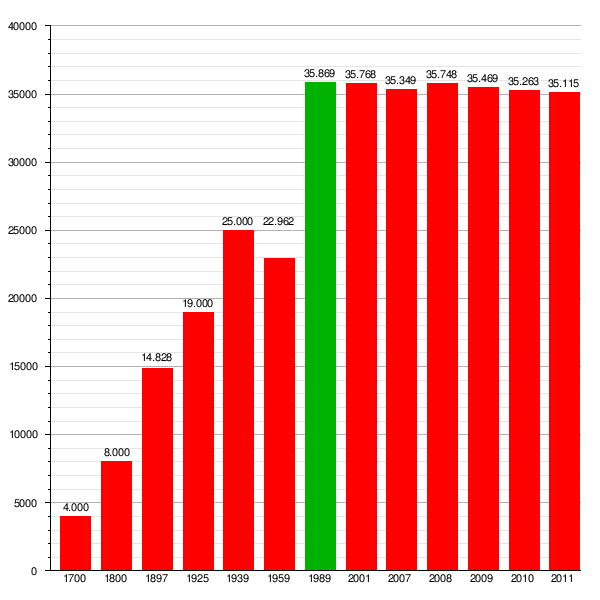
Динаміка чисельності населення

Згідно з переписом населення 1959 року у Глухові проживало 22962 мешканці (10060 чоловіків, 12902 жінки).
Населення міста у 1989 році становило 35869 мешканців (16512 чоловіки, 19357 жінок). Національний склад населення станом на цей рік:
- Українці 29233 особи, або 81,5 %
- Росіяни 6098 осіб, або 17 %
- Білоруси 143 особи, або 0,4 %
- Євреї 143 особи, або 0,4 %
- Інші національності 252 особи, або 0,7 %

Станом на 2001 рік, згідно з офіційними даними Всеукраїнського перепису, чисельність населення міста склала 35 768 осіб. З них більшість — українці, наступні за чисельністю — росіяни.
| XVII ст. | XVIII ст. | 1859   | 1897   | 1925    | 1939    | 1959   | 1989   | 2001   | 2007   | 2008   | 2009   | 2010   | 2011   | 2017   | 2020   | 2022   |
| -------- | --------- | ------ | ------ | ------- | ------- | ------ | ------ | ------ | ------ | ------ | ------ | ------ | ------ | ------ | ------ | ------ |
| 4 тис.   | 8 тис.    | 11 464 | 14 828 | 19 тис. | 25 тис. | 22 962 | 35 869 | 35 768 | 35 349 | 35 748 | 35 469 | 35 263 | 35 115 | 33 548 | 32 872 | 32 051 |
|          | ▲         | ▲      | ▲      | ▲       | ▲       | ▼      | ▲      | ▼      | ▼      | ▲      | ▼      | ▼      | ▼      | ▼      | ▼      | ▼      |

Згідно з даними облуправління статистики, переломним моментом у демографічному розвитку міста став проміжок часу між 1955 та 1989 роками. Населення Глухова на 1 серпня 2011 року становило 35 115 осіб і в порівнянні з 1989‑им роком воно, відповідно, зменшилося на 2,1 %.
Чисельність наявного населення (за оцінкою) міста Глухова та села Сліпород на 1 січня 2020 року складала 32 872 особи, а середня чисельність у 2019 році — 33 045 осіб. Кількість населення міста на 1 січня 2022 року складала 32 051 особа, а загалом у Глухівській міській територіальній громаді — 38 633 особи.
У 2024 році, у зв'язку з введенням статусу «обов'язкової евакуації» військовою адміністрацією, з Глухова виїхала третина населення — понад 10 000 людей, включаючи більше 70 % дітей.

### Національний склад
Розподіл населення за національністю за даними перепису 2001 року:
| Національність  | Відсоток |
| --------------- | -------- |
| українці        | 90,79 %  |
| росіяни         | 8,37 %   |
| білоруси        | 0,24 %   |
| роми            | 0,10 %   |
| інші/не вказали | 0,50 %   |

### Мова
Розподіл населення за рідною мовою за даними перепису 2001 року:
| Мова            | Чисельність, осіб | Відсоток |
| --------------- | ----------------- | -------- |
| Українська      | 29 080            | 83,20 %  |
| Російська       | 5 765             | 16,49 %  |
| Ромська         | 24                | 0,07 %   |
| Білоруська      | 20                | 0,06 %   |
| Вірменська      | 10                | 0,03 %   |
| Румунська       | 2                 | 0,01 %   |
| Грецька         | 2                 | 0,01 %   |
| Інші/Не вказали | 51                | 0,13 %   |
| Разом           | 34 954            | 100 %    |

## Органи влади
Місцеві органи влади представлені Глухівською міською радою, яка входить до складу Сумської області України. Також, окрім Глухова, міській раді підпорядковується село Сліпород, що розташоване на південному заході від міста.
Міський голова — Надія Олексіївна Вайло. Секретар міської ради — Людмила Григорівна Васянович.

## Економіка

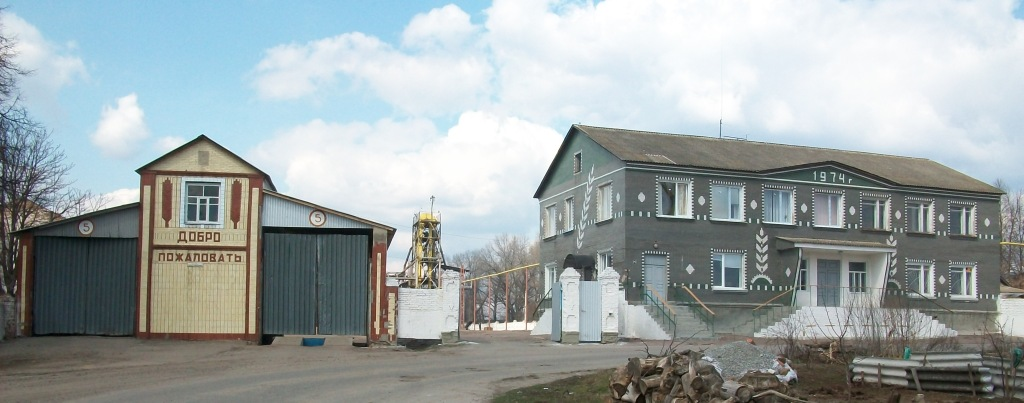
Вхід до «Зернозаготівельного заводу»

До 1991 року в місті була розвинена машинобудівна, легка та харчова промисловості. Найбільшими підприємствами міста були — відкриті акціонерні товариства: «Завод агрегатних вузлів»; «Завод засобів обчислювальної техніки»; «Електропанель»; «Глухівська текстильна фабрика»; «Глухівський хлібокомбінат»; «Глухівський маслосирзавод»; «Глухівський м'ясокомбінат»; «Глухівтехволокно»; «Сател» (найбільшвідомий Глухівський завод за радянських часів); завод продовольчих товарів та інші підприємства.
Розвиток ринкових відносин у 1990-ті роки дав поштовх для виникнення в місті нових підприємств: заводу автопричепів, науково-виробничої фірми «Модуль», МП «Мобус», приватних підприємств малого бізнесу. Зараз в місті також діють: «Зернозаготівельний завод»; «Асфальтовий завод»; «Глухівтехволокно»; «Глухівський хлібокомбінат»; Глухівський завод «Електропанель», що входить до складу концерна Укрросметал (5 червня 2010 заводу виповнилося 50 років).
Торгівля та сфера послуг

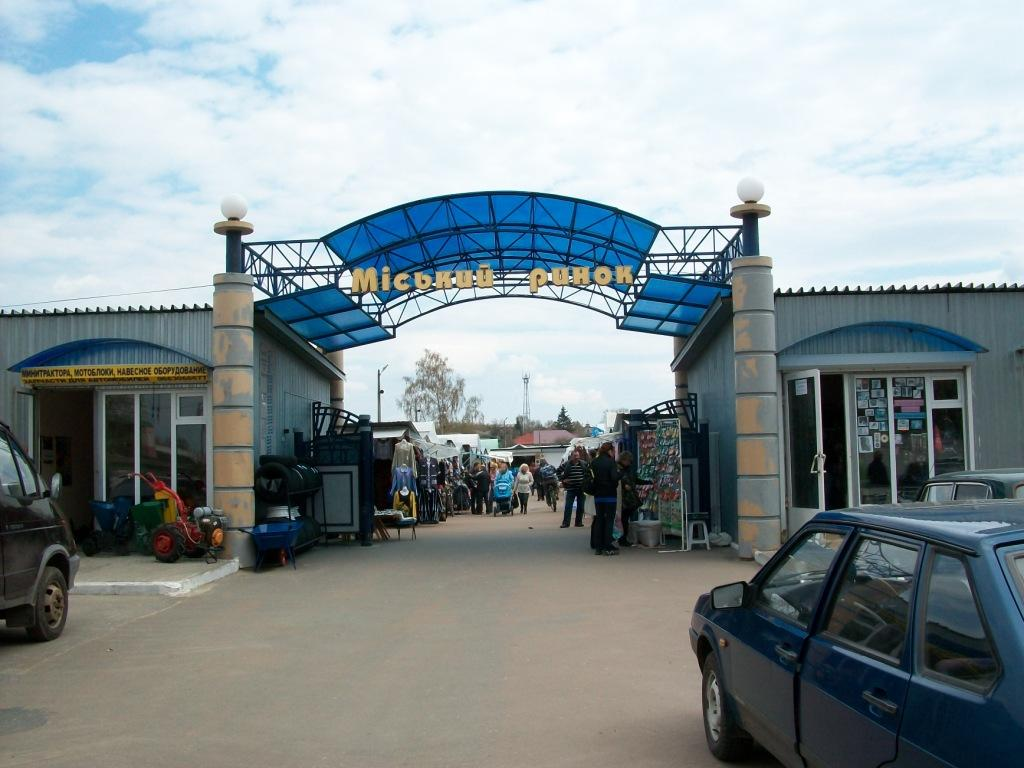
Центральний ринок міста

Глухів має давні традиції торговельного осередку Лівобережної України. До кінця XVIII ст. купці з далеких і ближніх країв цілий рік заповнювали восьмитисячне місто своїми товарами. Двічі на тиждень на базарах і тричі на рік на великих ярмарках у Глухові можна було купити що завгодно. У XIX ст. тут відбувалися вже чотири рази на рік ярмарки, де продавалися великі партії зерна, худоби, шкіри, вовни, дьогтю, льону, тканин, ремісничих виробів та інше. Виторг на такому ярмарку становив 300 тис. рублів. До 30-х років XX ст. ярмарки проводилися на «Ярмарковищі». Сюди приїздили люди з кількох районів. Майстри з с. Шатрище, тоді Середино-Будського району привозили гончарний посуд у великому асортименті та жаростійку цеглу «шатрінку» для подів і перекатів російських печей. У продажу у великій кількості було домотканне полотно й сукно, можна було купити всілякі чекмені, свитки, кожухи, самокатанні валянки, ялові чоботи, худобу, зерно, борошно, крупи та ін. На ярмарку обов'язково були каруселі, але найбільше дітей цікавили маківники.
Зараз велику частину торгівлі та сфери послуг складає роздрібна торгівля, представлена міськими двома ринками змішаних товарів (поблизу автовокзалу та по
вул. Шевченка, 14а) й складами, гуртова — мережами магазинів (найбільші: супермаркети «АТБ» (адреса: вул. Терещенків, 28а; площа; 465,0 м²), (адреса: вул. Терещенків, 28а; площа; 465,0 м²) та «Продуктова хатка» (вул. Захисників України, 6 та майдан Соборний, 5; площа; 424,0 м²), а також магазин «Стиль» (вул. Київська, 51).
У місті розвивається ресторанний бізнес — декілька ресторанів та численні бари: ресторан «Брама» (вул. Миклашевських, 16), бар «Європа» (вул. Незалежності, 4а), кафе «NewTon» (вул. Терещенків, 55), бар «Голлівуд» (вул. Шевченка, 16), закусочна «Кабачок» (вул. Захисників України, 2а), кафе
«Гетьманщина» (вул. Спаська, 26), кафе «Едельвейс» (вул. Терещенків, 34), кафе «Partyroom» (вул. Інститутська, 2), кафе «Mister Coffee» (пл. Рудченка, 5), кафе-піцерія (вул. Київська, 49), закусочна «Люкс» (вул. Незалежності, 14а), закусочна «Городок» (вул. Інститутська, 57а), закусочна «У сови» (вул. Київська, 24).
Готельні послуги надають готелі «Європа», «Озерний», «Гетьманський двір», «Победа» та «Постоялий двір».

## Транспорт
Автомобільний транспорт поширений на всій території Глухівського району. Особливе значення мають дороги з твердим покриттям, які проходять через більшість сіл. Основні магістралі такі: Київ — Москва М02E101; Глухів — Курськ E38; Глухів — Суми Р44, яка далі продовжується до Харкова, Глухів — Орел E381, Глухів — Тросна E391.
У Глухові працює автобусна станція (майдан Соборний, 2). Здійснюються пасажирські перевезення Глухівським районом, а також до міст Суми, Харків, Полтава, Київ, Чернігів, Шостка, Конотоп тощо. Є також п'ять служб радіотаксі.
У 2008 році вперше був запроваджений рух маршрутних таксі. Наразі перевезення містом здійснюється за 6 маршрутами.
У місті працює залізнична станція — «Глухів» Конотопської дирекції залізничних перевезень Південно-західної залізниці (вул. Вокзальна, 1).
Також існував аеродром. У 2010‑му році частково було відновлено роботу: на літаку Ан-2 здійснювались польоти над містом. У зв'язку з воєнним станом польоти припинені.

## Медицина

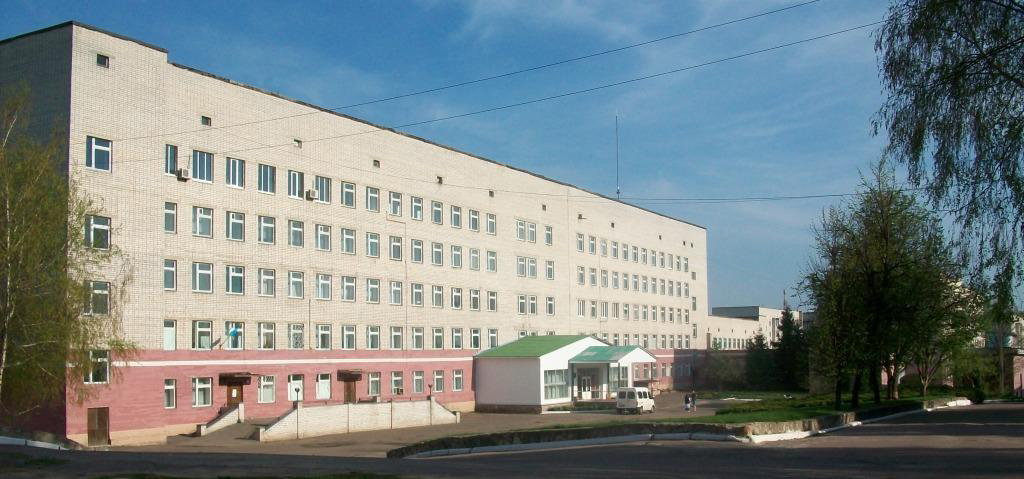
Глухівська центральна районна лікарня

У 1879 році в місті відкрито безкоштовну лікарню Святої Єфросинії. Будівля була побудована на кошти братів Федора та Миколи Терещенків на пам'ять матері Єфросинії Григорівні й розміщувалася на Києво-Московській вулиці. На її утримання бра́ти виділяли щорічно 2 % від свого прибутку. У наші дні будівля лікарні — КНП «Центр первинної медико-санітарної допомоги» Глухівської міської ради.
Станом на початок 2022 року медичне обслуговування мешканців міста та регіону забезпечує КНП «Глухівська міська
лікарня» Глухівської міської ради (265 ліжко-місць), у якій працює 72 лікаря та 220 працівників середнього медичного персоналу. Раніше — 13 лікарів мали вищу категорію, 35 — першу, а із середнього медичного персоналу мали категорію 226 осіб, з них вищу — 28, першу — 25. Також у Глухові знаходиться КНП СОР Обласна спеціалізована лікарня у м. Глухів (160 ліжко-місць) та працює 6 лікарів та 96 працівників середнього медичного персоналу. Медичні послуги на первинній ланці також надає КНП «ЦПМСД» Глухівської міської ради (50 ліжко-місць), у якій працює 27 лікарів та 220 працівників середнього медичного персоналу.

## Освіта та наука
В місті працює один з найстаріших закладів вищої педагогічної освіти — Глухівський національний педагогічний університет імені Олександра Довженка (адреса: вул. Київська, 24), заснований в 1874 році.
У місті функціонує шість дошкільних навчальних закладів (дитячих садків) та один НВК: «Чебурашка» (адреса: вул. Вознесенська, 21), «Журавка» (адреса: вул. Ігоря Білевича, 80), «Зірочка» (вул. Терещенків, 19), «Ромашка» (вул. Інститутська, 48), «Світлячок» (вул. Захисників України, 4а), «Фіалка» (вул. Збройних Сил України, 69).

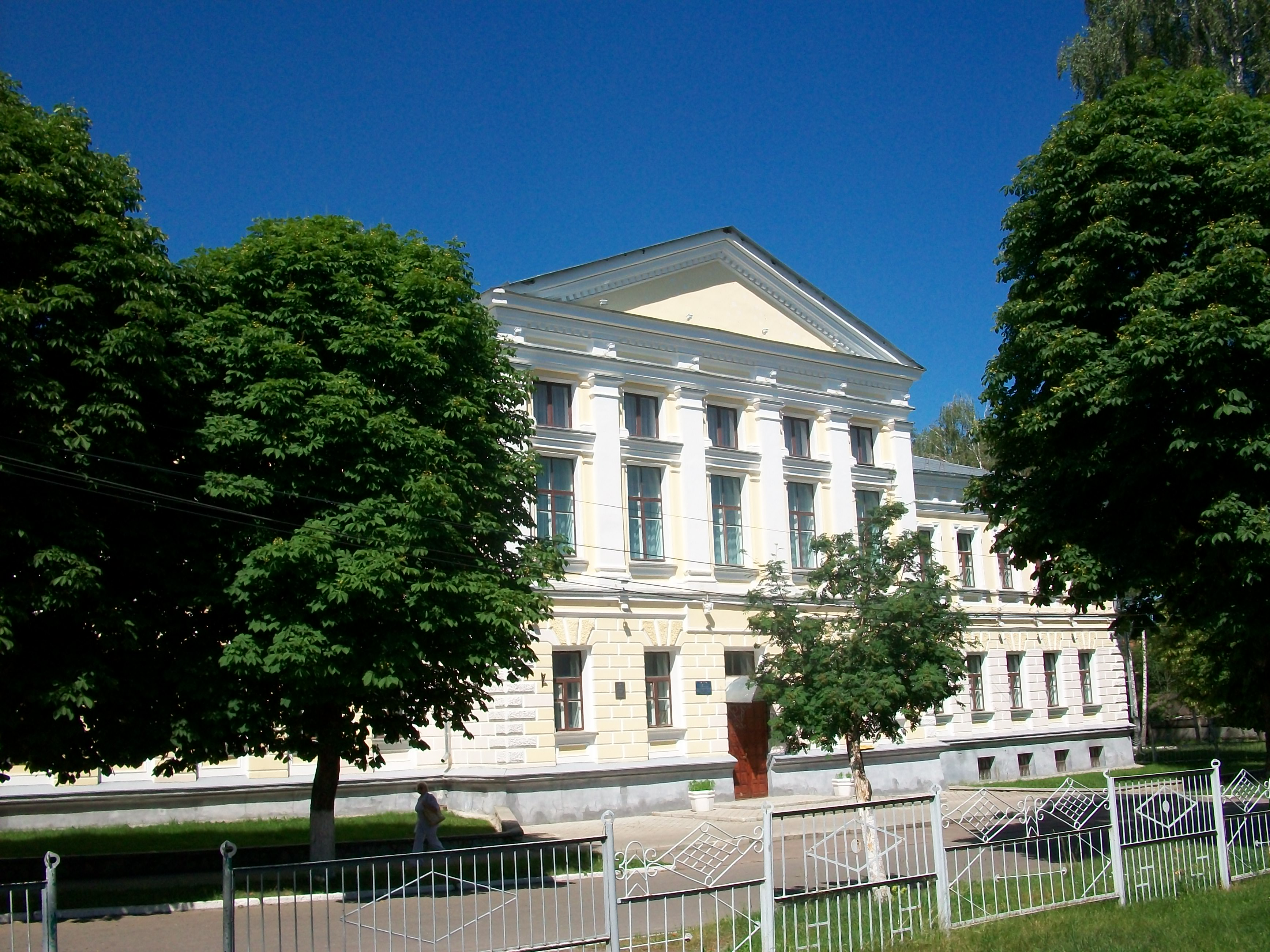
Глухівська ЗОШ I—III ст. № 1

Учні міста й району можуть навчатися в шести загальноосвітніх закладах загальної середньої освіти Глухівської міської ради. З них чотири ЗОШ: Опорний заклад — Глухівська ЗОШ I—III ступенів № 6, Глухівська ЗОШ I—III ст. № 1, Глухівська ЗОШ I—III ст. № 2, Глухівська ЗОШ I—III ст. № 3 та два НВК: ДНЗ — ЗОШ I—II ступенів № 4 та філія ДНЗ-ЗОШ I ступеня № 5, а також КЗ СОР Глухівський
ліцей-інтернат з посиленою військово-фізичною підготовкою.
Заклади позашкільної освіти та дозвілля молоді Глухова:
- дитяча музична школа;
- школа юних техніків;
- школа мистецтв;
- ГО ФСК «Гармонія»;
- «ГВПК Мужність»;
- ГО «Спортивний клуб» РИНГ+ТАТАМИ".

Також в місті діють заклади середньо-технічної та фахової передвищої освіти: Відокремлений структурний підрозділ «Професійнопедагогічний фаховий коледж Глухівського національного педагогічного
університету імені Олександра Довженка» (заклад фахової перед вищої освіти), ВСП Глухівський агротехнічний фаховий коледж імені С. А. Ковпака Сумського національного аграрного університету, Комунальний заклад
Сумської обласної ради «Глухівський фаховий медичний коледж» (заклад фахової перед вищої освіти), а також ДНЗ «Глухівське вище професійне училище».
Значний вклад в розвиток вітчизняної науки вносить колектив Глухівського інституту луб'яних культур НААНУ.

## Культура

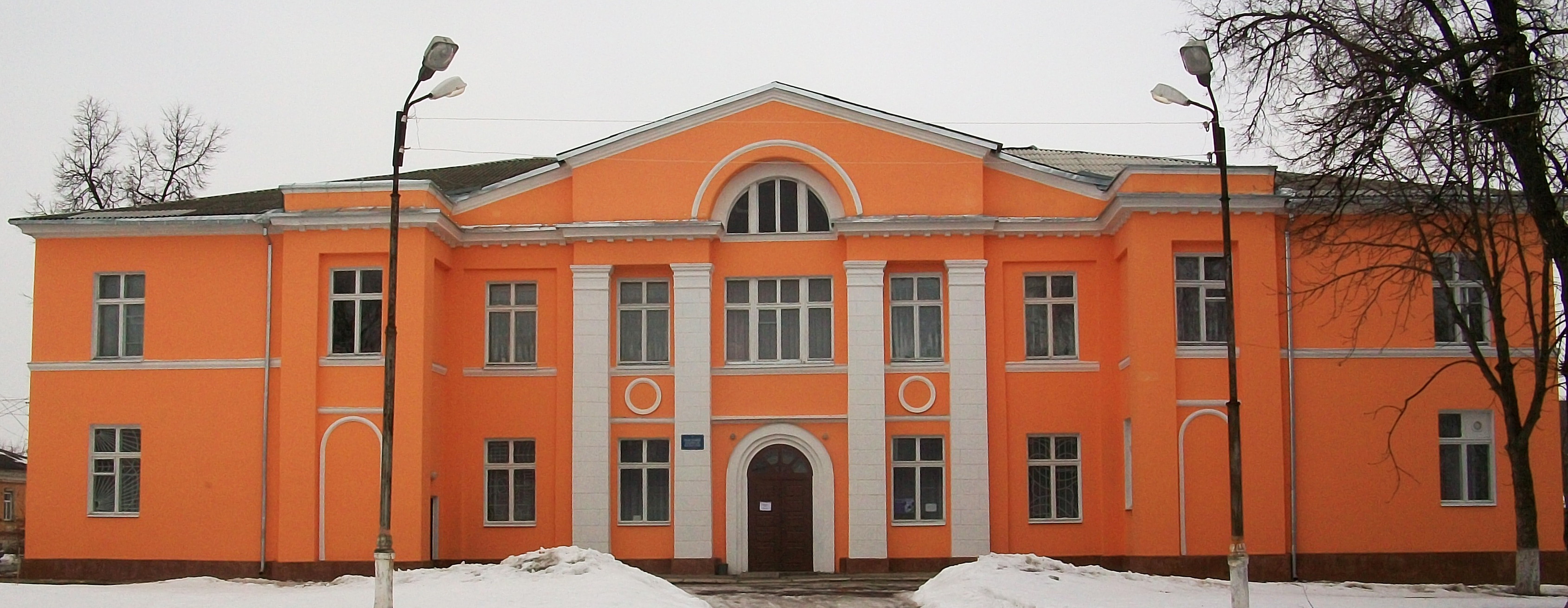
Приміщення Центру культури Глухівської міськради

Вперше в Україні в Глухові було започатковано аматорські вистави при дворах можновладців на свята, зокрема на Масницю, у 1730-ті в Глухові, у палаці І. Миклашевського.
У місті функціонує два будинки культури: Глухівський міський палац культури (адреса: пл. Рудченка, 3) та КЗ «Центр культури» Глухівської міської ради (вул. Героїв Небесної Сотні, 3).

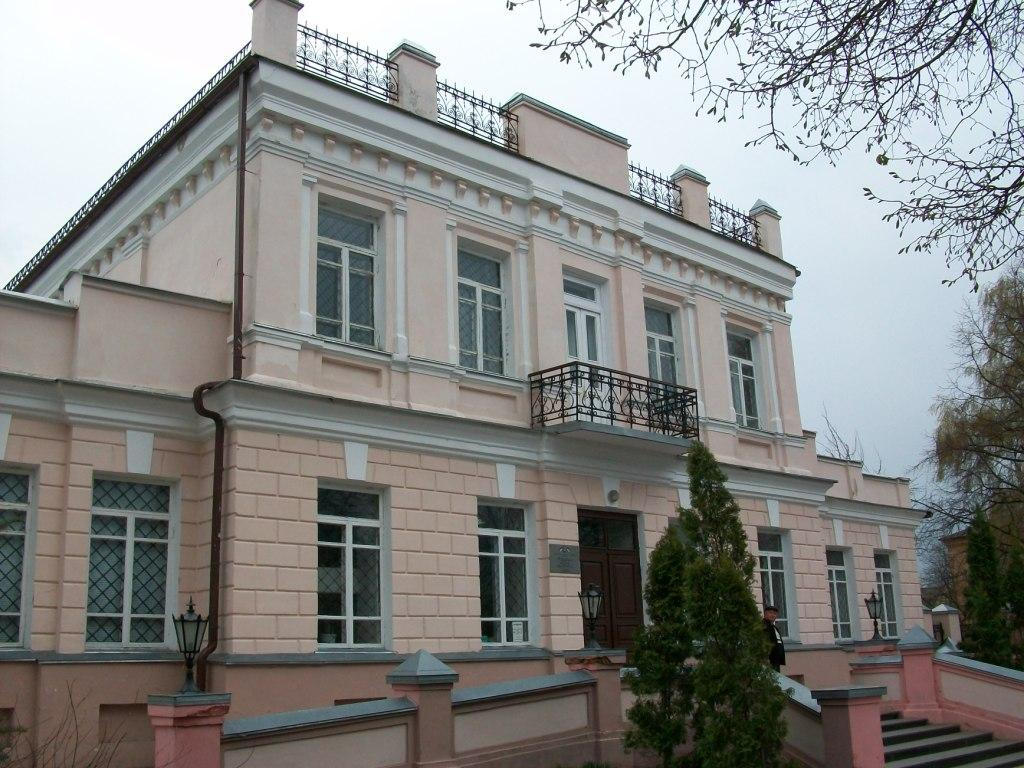
Краєзнавчий музей (колишнє Дворянське зібрання — пам'ятка архітектури та містобудування, 1811 рік — кінець XIX століття)

Зараз у місті знаходиться низка музеїв, серед них:
- Комунальний заклад «Глухівський міський краєзнавчий музей» (вул. Терещенків, 42)[65];
- Народний музей С. А. Ковпака (вул. Терещенків, 36);
- Народний історико-педагогічний музей Глухівського національного педагогічного університету імені Олександра Довженка (вул. Київська, 24; перший корпус);
- Музей героя радянського союзу М. І. Жужоми при КЗ СОР Глухівський ліцей-інтернат з посиленою військово-фізичною підготовкою (вул. Жужоми, 6);
- Музей історії євреїв Глухівщини (вул. Шевченка, 10);
- Музей археології при Національному заповіднику «Глухів» (вул. Шевченка, 30).

Книжковий фонд бібліотеки Глухівського національного педагогічного університету імені Олександра Довженка складає близько 400 тис. примірників. Значним центром культури і дозвілля є КУ «Глухівська публічна бібліотека» Глухівської міської
ради (адреса: вул. Київська, 53; фонд понад 75 тис. примірників).
Музична культура
У 1738 році у місті була відкрита спеціальна музична школа.
Нині в Глухові діє народний камерний хор духовної музики міського палацу культури, керівником якого є Катерина Миколаївна Кобзар.

## Релігія

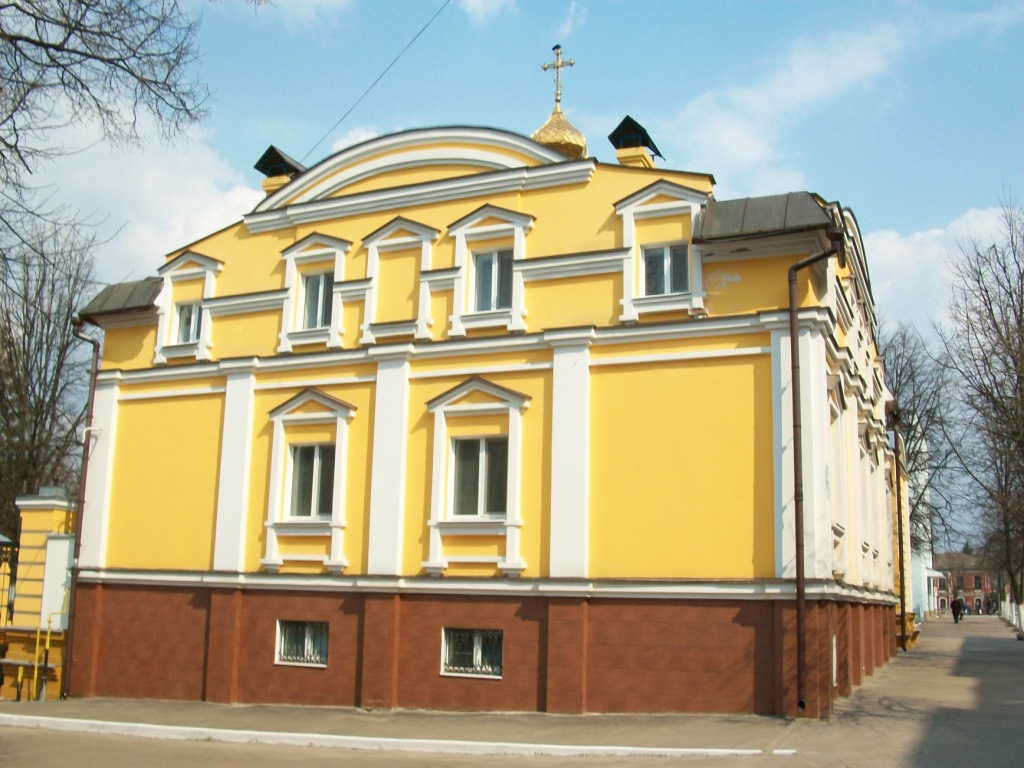
Духовно-просвітницький центр Глинської пустині

Найбільшу кількість парафій у Глухові має Українська православна церква Московського патріархату, вони належать до Конотопсько-Глухівської єпархії. Правлячим архієреєм є митрополит Конотопський і Глухівський Роман (Кимович). У лісі поблизу Глухова — чоловічий монастир УПЦ МП «Глинська пустинь», що розташований в 6 кілометрах від кордону з Росією.
Також існує 14 інших релігійних громад, зокрема з 2000 року — Іудейська релігійна громада. Є два «Дома Євангелія» — Церква Євангельських Християн-баптистів та один «Зал Царства Свідків Єгови» і будинок молитви П'ятидесятників.

## Спорт

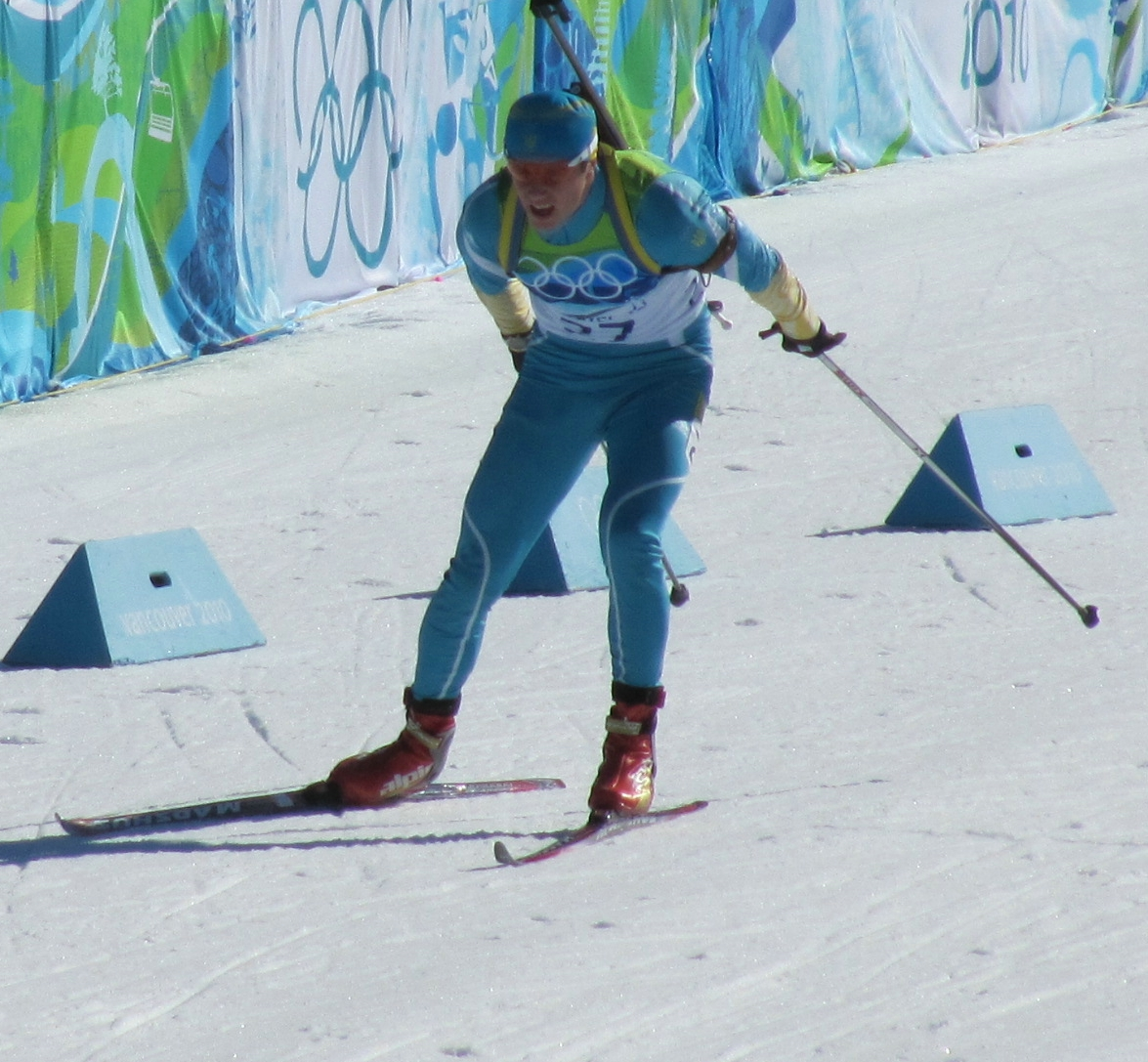
Біатлоніст Сергій Седнєв

Глухів має всі ресурси для розвитку як професійного, так і аматорського спорту. Проте перш за все на професійному рівні місто славиться своїми біатлоністами, боксерами та важкоатлетами. Тут народився неодноразовий переможець першостей та Чемпіонатів України з біатлону Сергій Седнєв та чемпіон світу з жиму штанги лежачи Микола Колтаков.
Вихідці з міста беруть активну участь у численних Всеукраїнських універсіадах та змаганнях з волейболу, футболу, боксу та інших видів спорту. У Глухівському коледжі СНАУ щорічно проводиться міжнародний турнір з волейболу пам'яті чемпіона Європи та світу Костянтина Реви, на який приїжджають команди з різних куточків України та Росії.
У місті є стадіон «Дружба» (вміщає 1,5 тис. глядачів), на якому в чемпіонаті Сумської області грає футбольний клуб «Велетень (Глухів)», тут проходять спортивні заходи, зокрема й серед інвалідів. Є також декілька міністадіонів зі штучним покриттям.
У Глухові щорічно проходять змагання з судномодельного спорту.
У місті є багато спортзалів, працює багато спортивних гуртків.

## Архітектура та пам'ятки
У XVIII ст. Глухів був своєрідною містобудівною лабораторією, де розроблялись і втілювались різні проєктні рішення.
Відбулось розпланування фортеці і обнесення центру міста земляними валами бастіонного типу з чотирма брамами. Для тогочасного гетьмана Скоропадського був збудований дерев'яний двоповерховий палац. Поряд була Анастасіївська церква.
В межах бастіонів були: дівочий монастир, Михайлівська церква із дзвіницею, Миколаївська церква (єдина тогочасна пам'ятка, що збереглася) — (всі — кам'яні); Святодухівська церква (в районі Радіонівки), Церква Різдва (на Веригіно), Спасо-Преображенська церква, собор Святої Трійці — (всі — дерев'яні).
Всі ці споруди були зафіксовані на кресленні від 1724 року іноземного інженера на ім'я Валлен (Wallin), що перебував на російській службі.
Проте пожежа 1748 року значно пошкодила місто, а також усі дерев'яні церкви і помешкання.
Відбудова міста почалась, коли гетьман Кирило Розумовський з дозволу імператриці Єлизавети запросив у місто архітектора Андрія Квасова (1720? — після 1770).
Під керівництвом Квасова, який став генеральним архітектором Глухова, місто було відновлене з урахуванням нових вимог аристократично налаштованого гетьмана. Були збудовані: палац для К.Розумовського, припалацова церква, театральна зала для опер, бібліотека, два пансіонати для «благородного малоросійського шляхетства» та багато іншого. А після скасування гетьманства при Катерині ІІ військовий генерал-губернатор П. О. Рум'янцев-Задунайський домігся в імператриці дозволу на побудову в Глухові Малоросійської колегії на три поверхи, одного з найкращих у місті.
Але нова пожежа в серпні 1784 року знову спустошила місто.

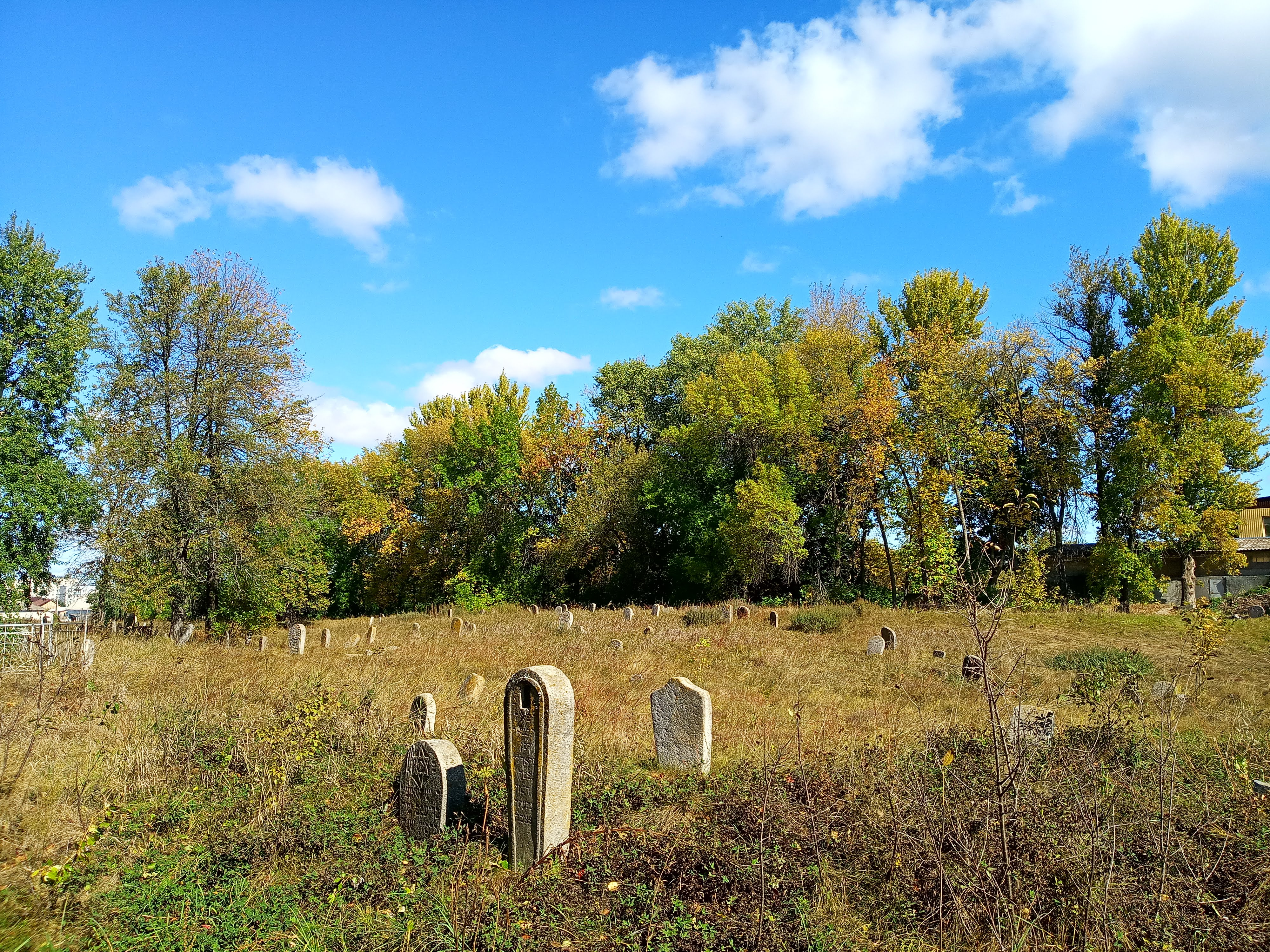
Єврейське кладовище

До середини XIX ст. значної забудови місто не зазнало, а всі нові будівлі були другорядними. Проте нового поштовху до створення шедеврів подарував Глухову меценат М. Терещенко. За його кошти в місті було побудовано одну з перлин Сумської області — Трьох-Анастасіївську церкву, чоловіче училище, жіночу гімназію, учительський інститут та багато іншого.

### Пам'ятки архітектури і пам'ятники міста

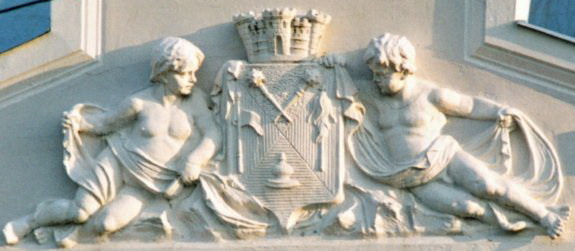
Зображення герба міста на одному з будинків

Відкриття пам'ятника Ніколі Терещенку в Глухові, 23 серпня 1909 року

До історико-архітектурних пам'яток Глухова належать:
- Миколаївська церква — головна споруда Радного майдану, у якій наставляли на гетьманство Д.Апостола та К.Розумовського, а раніше виголосили анафему І.Мазепі. Є пам'яткою історії та архітектури національного значення, 1693–1695;[75]
- Трьоханастасіївська церква (1884—1897) — споруджена завдяки місцевим меценатам братам М. Л. та Ф. А. Терещенкам.
- Спасо-Преображенська церква (1765) — тетраконховий храм;[76]
- Вознесенська церква — збудована в 1767 році архітектором А. В. Квасовим та перебудована у 1811 році;
- Міський краєзнавчий музей розташований у будинку колишнього Дворянського зібрання і є пам'яткою архітектури XIX ст., (1811 рік);
- Київська брама міської фортеці — пам'ятка історії, архітектури та містобудування XVIII ст., (1766–1769 роки);[77]
- Архітектурний ансамбль на Києво-Московській вулиці («стометрівка») — на місці якого знаходилася будівля другої Малоросійської Колегії, збудована за проєктом архітектора А. Квасова в 1768—1782 роках

У місті встановлено низку пам'ятників, зокрема: композиторові Д. Бортнянському та М.Березовському (скульптор — Інна Коломієць), Пам'ятний знак та пам'ятник Тарасові Шевченку, а також, загиблим солдатам у роки Другої Світової війни і багато інших.
Недалеко від Глухова (14 км) знаходиться Свято-Різдва Богородиці Глинська Пустинь — чоловічий монастир (ставропігійний).

### Пам'ятки природи
На північно-західній околиці Глухова створено заказник місцевого значення Чернечі джерела. Здавна вони славляться як цілющі. За переказами, був у цій місцевості монастир, тому й річечка, яка протікає в мальовничій долині, називається Чернечою. А про лікувальні властивості тутешньої води слава поширилася далеко за межі Глухівщини. Тож не мілів потік вірян та мирян, які вирушали сюди з усіх усюд з молитвою на вустах і непереборним бажанням припасти до життєдайної вологи. Кілька років тому у цьому святому місці за підтримки підприємств, організацій міста й району, приватних підприємців, небайдужих жителів було зведено й освячено храм-каплицю, встановлено хрест, облаштовано купальню та споруджено східці й містки для зручного доступу до цілющої води. Сюди приходять поодинці, родинами, дружними колективами. Але не задля гучного відпочинку (правилами, які прикріплено на видному місці, забороняється галасувати), а для того, щоб у молитві просити в Бога здоров'я й благополуччя.

## Видатні люди
Див. також: Категорія:Персоналії:Глухів.
- У Глухові народились і здобули початкову музичну освіту в музично-співацькій школі видатні діячі світової музичної культури, засновники хорового співу українські композитори XVIII ст. Максим Березовський і Дмитро Бортнянський. Є припущення, що в ній навчався великий український філософ і поет Григорій Сковорода. Співак Головня Гаврило Матвійович.
- З містом тісно пов'язані імена священників-просвітників: Данила Туптала (Дмитра Ростовського) — автора «Четьї-Мінеї», духовного наставника гайдамацького повстання Мельхиседека Значко-Яворського, професора Київської академії Данила Нащинського, що познайомив Європу з творами Феофана Прокоповича.
- Тут народились: ботанік і фармаколог Г. Ф. Соболевський, медик і громадський діяч П. Рощинський, український письменник, педагог та етнограф І. Г. Кульжинський (1803–1884), який навчав М.Гоголя і Є.Гребінку в Ніжинській гімназії, російський державний діяч канцлер О.Безбородько, відомий дипломат А.Розумовський, український живописець, педагог, директор Петербурзької академії мистецтв А. П. Лосенко (1737–1773), композитор Ю. О. Шапорін, астрофізик і радіоастроном Й. С. Шкловський, психіатр О. І. Ющенко, економіст М. Б. Гуревич, історик В. О. Романовський, український науковець, доктор педагогічних наук, професор, заслужений працівник освіти України Ю. О. Лянной, технолог Андрій Малченко, гігієніст, мікробіолог та імунолог Степан Васильович Коршун художники К. М. Ломикін та М. І. Мурашко, археолог М. В. Сібільов, актриса Ада Роговцева, журналіст, науковець і громадський діяч Є. Д. Онацький (1894 — 1979), вчений-мовознавець К. М. Тищенко, авіаконструктор О. Д. Карпека, освітянка Л. В. Тихоненко, вчений-механік М. М. Філоненко-Бородіч, меценатка В. Н. Ханенко, футболіст Р. В. Луценко, історик, музеєзнавець, журналіст С. М. Єсюнін, журналіст, краєзнавець В. В. Бубнов, історик української та російської філософії, бібліограф Я. М. Колубовський, підполковник Армії УНР Янов Микола.
- З Глуховом пов'язане життя дослідника української старовини, голови управління у справах мистецтва і національної культури в уряді П. Скоропадського П. Я. Дорошенка (1857–1919), а також архітектора М. К. Мосципанова.

У Глухові збереглося старовинне єврейське кладовище, де похований прогресивний єврейський письменник-просвітитель і педагог Лазар Цвейфель (1815—1888).

### Випускники ЗВО м. Глухова
- У закладах освіти Глухова навчались: український історик Я. М. Маркевич, художник Г. І. Нарбут, поет В. І. Нарбут (1888–1904), український історик мистецтва Ф. Л. Ернст (1891–1942), дослідник Криму М. Л. Ернст (1889–1956), історик, другий президент Української академії наук М. П. Василенко, ботанік Г. М. Висоцький, геній світового кіномистецтва О. Довженко, а також Короткий Валерій Миколайович (* 1937) — український лікар-хірург, доктор медичних наук, професор, лауреат Державної премії УРСР в галузі науки і техніки, заслужений діяч науки і техніки України та Реп'ях Станіслав Панасович (* 1938) — український поет, прозаїк, публіцист, громадський діяч, літературний критик, перекладач та журналіст.

## Медіа
У сучасному Глухові продовжує розвиватися мережа ЗМІ — як друкованих, так і електронних Діючі обласні та регіональні суспільно-політичні періодичні видання міста: «Тиждень» (колишня назва — «Неделя») та «Глухівщина». У різний час припинили існування газети «Народна трибуна», «Данкор-Глухів», «Кур'єр + ТРК Глухів». Функціонує друкарня в Глухівському національному педагогічному університеті, де виходять видання з педагогічних наук.
У Глухові з 20 березня 2019 по 9 травня 2020 року вела мовлення радіостанція «Глухів FM» на частоті 104,4 МГц. Також Глухів (10-а цифрова зона) перебуває у зонах мовлення багатьох телеканалів («Перший» та «1+1» — ретранслятори у Білопіллі й Шостці) та зокрема радіостанцій. При цьому, сигнал не завжди достатньо сильний та стабільний:
| №  | Назва                                                              | Частота    | Місто, де розташовано ретранслятор |
| -- | ------------------------------------------------------------------ | ---------- | ---------------------------------- |
| 1  | Хіт FM                                                             | 91.20 МГц  | Шостка                             |
| 2  | DJ FM                                                              | 100.00 МГц | Шостка                             |
| 3  | Радіо НВ                                                           | 101.90 МГц | Шостка                             |
| 4  | Радіо ТКС (в ефірі радіостанція UA: Радіо «Промінь» (21 год/добу)) | 102.5 МГц  | Шостка                             |
| 5  | Радіо Акцент (Шостка)                                              | 104.10 МГц | Шостка                             |
| 6  | UA: Радіо Культура                                                 | 105.30 МГц | Шостка                             |
| 7  | UA: Радіо «Промінь»                                                | 106.90 МГц | Шостка                             |
| 8  | Українське Радіо — Суми                                            | 107.20 МГц | Нова Слобода                       |
| 9  | Стильне Радіо Перець ФМ                                            | 107.30 МГц | Шостка                             |
| 10 | Перший канал Національної радіокомпанії України                    | 107.80 МГц | Шостка                             |

## Пошта, зв'язок, банківська сфера

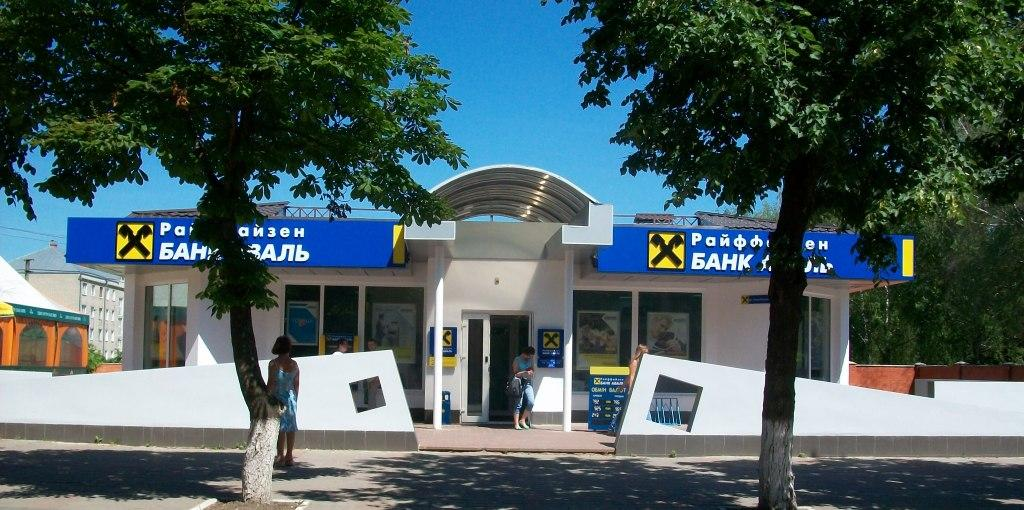
Райффайзен банк Аваль

Поштові послуги надають: філія національного оператора УДППЗ «Укрпошта», Нова пошта, ІнТайм та інші компанії.
У Глухові 5-значні телефонні номери. Код міста 05444 . Основний оператор фіксованого зв'язку — ВАТ «Укртелеком». Також послуги фіксованого зв'язку надають Київстар і Лайфселл.
Послуги стільникового зв'язку надають три оператори: Київстар, Vodafone Україна та lifecell. У 2008 році компанії ввели в повному обсязі телефонні системи цифрової комутації. Місто має покриття 3G та 4G мобільного зв'язку.
Банківська система представлена трьома філіями Сумського обласного управління АТ «Ощадбанк» (адреси: вул. Путивльська, 18а, вул. Київська, 36, вул. Ігоря Білевича, 6) та трьома відділеннями: Центральне Глухівське відділення АТ Райффайзен Банк (вул. Київська, 24а), Глухівське відділення АТ КБ «ПриватБанк» (вул. Терещенків, 44) та Глухівське відділення АО Мегабанк (вул. Спаська, 23).

## Цікаві факти

### Дії давніх московитів
Саме у Глухові була здійснена злочинна анафема на гетьмана Івана Мазепу, і також язичницький шабаш з плюндруванням його воскової ляльки.

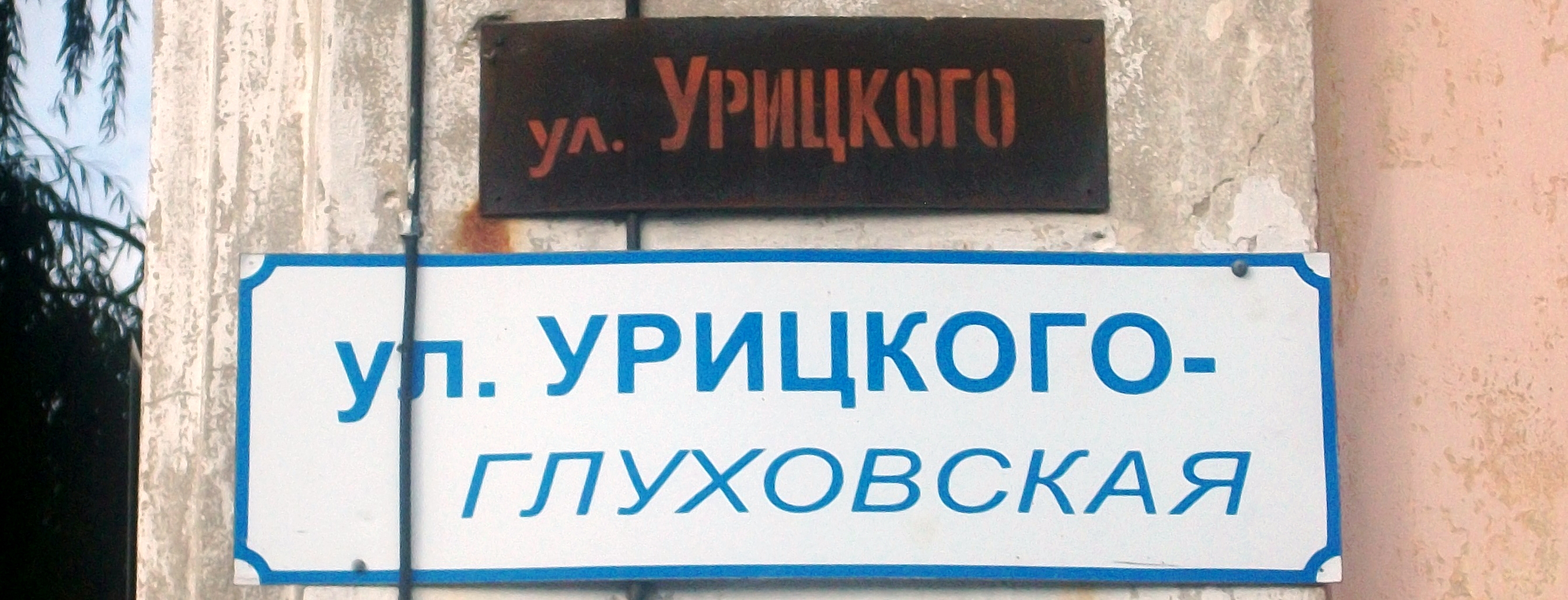
Вулиця Глухівська у Рильську

### Вулиця Глухівська
За назвою міста Глухів у багатьох містах України та ближнього закордону є або була Глухівська вулиця: у Києві, Чернівцях, Макіївці, Москві, Пермі, Ногінську, Вічугі, Єгор'євську. А в Рильську Глухівську вулицю за радянської влади було перейменовано на Урицького.